# Volker Staemmler
Volker Staemmler (* 16. Dezember 1940 in Breslau) ist ein deutscher Chemiker (Theoretische Chemie). Er ist Professor an der Ruhr-Universität Bochum.
Staemmler studierte ab 1960 Physik in Göttingen mit dem Diplom 1966 bei Werner A. Bingel und der Promotion 1969. 1972 war er als Post-Doktorand bei G. Del Re in Neapel und in Göttingen, Karlsruhe (als wissenschaftlicher Mitarbeiter von Werner Kutzelnigg von 1970 bis 1973) und in Bochum, wo er sich 1975 habilitierte (Quantenchemische Absolutberechnung offenschaliger Moleküle unter Berücksichtigung der Elektronenkorrelation in der Näherung der unabhängigen Elektronenpaare). 1976 war er an den IBM Forschungslaboratorien in San José bei A. D. McLean. 1980 wurde er außerordentlicher und 1982 ordentlicher Professor für Theoretische Chemie in Bochum und wurde 2006 emeritiert.
Er befasst sich mit Quantenchemie und war Mitglied der SFB Energiezustände kleiner Moleküle und Metall-Substrat-Wechselwirkungen in der heterogenen Katalyse und Sprecher des Graduiertenkollegs Dynamical processes at solid state surfaces.